# Бахр ел Џабал
Бахр ел Џабал (Бахр ел Џебел) је део Белог Нила који се тако назива на делу тока од града Нимуле на граници Јужног Судана и Уганде, па све до ушћа у језеро Но. Одатле званично почиње ток Белог Нила (Бахр ел Абијад). Име реке на арапском значи „планинско море“.